# شيخ علي خان زنكنه
شيخ علي خان زنكنه (بالفارسية: شیخعلی‌خان زنگنه) كان الصدر الأعظم للدولة الصفوية في الفترة ما بين 1707 حتى 1716. حمل رُتبة فريق أول. تُوفي في 1691 بمدينة أصفهان.